# Valašské povstání (Třicetiletá válka)
Valašské povstání je souborný název pro řadu ozbrojených lidových povstání, které ve třech fázích mezi lety 1621 až 1644, tj. na pozadí třicetileté války, probíhaly na moravském a většinově evangelickém Valašsku proti katolické císařské moci. K definitivnímu potlačení válečného odporu Valachů došlo po císařské trestné výpravě a porážce povstalců v bitvě u Vsetína 29. ledna 1644, kterou následovaly popravy stovek účastníků povstání.
Byť probíhalo nesouvisle, jednalo se o jedno z nejdéle trvajících lidových povstání v české historii a také jedno z nejkrvavěji potlačených.

## Pozadí
Roku 1609 vyženil vsetínské panství Albrecht z Valdštejna, pozdější císařský vojevůdce. Na Vsetínsko povolal jezuity, za účelem rekatolizace místního převážně protestantského obyvatelstva. Náboženský a s ním spojený hospodářský útlak vedly až k rebeliím místního obyvatelstva. První vlna odporu vyvstala ještě před začátkem třicetileté války roku 1612. Rovněž Valaši podporovali české stavovské povstání v letech 1618–1620, které odmítlo vládu císaře Ferdinanda II. a zvolilo nového krále, Fridricha Falckého.

## Ozbrojené akce

### První vlna povstání (1621–1622)
Po prohře českých a moravských stavů v bitvě na Bílé hoře se Valaši postavili na ozbrojený odpor císařské armádě, postupující pod vedením generála Buquoye dále na Moravu. Podporováni byli též čerstvě zvoleným moravským zemským hejtmanem Ladislavem Velenem ze Žerotína, který vyzýval k věrnosti českému vzdorokráli Fridrichu Falckému a osobně se zapojil do následných bojů, mj. vojskům olomouckého arcibiskupa Františka z Ditrichštejna. Již začátkem roku 1621 valašští povstalci obsadili či vyplenili mj. hrad Lukov, Zlín, Malenovice, Vizovice či Valašské Meziříčí, po přímých protiakcích císařské armády se následně stáhli na hornaté Valašsko a přešli k partyzánskému způsobu boje. Vojensky též podpořili akce Ladislava ze Žerotína a krnovského knížete Jana Jiřího Krnovského, který v boji proti císaři i po porážce na Bílé Hoře pokračoval, posléze v koordinaci s uherskými povstalci vedenými Gabrielem Bethelenem. Jednotky o síle asi osmi tisíc mužů pak byly vedeny moravským evangelickým šlechticem Janem Adamem z Víckova. V létě 1621 bojovali po boku Bethelena v Horních Uhrách (pozdější Slovensko), v září se pak přesunuli se sbory Krnovského a části uherských sil na východní Moravu, kde dosáhli značných úspěchů, mj. v podobě, dobyti hradu Brumov, obsazení města Hranice či obležení Olomouce.
6. ledna 1622 byl mezi Bethelenem a Ferdinandem II. uzavřen v Mikulově separátní mír ukončující povstání. Krnovský se svým vojskem odtáhl do Horních Uher, do emigrace pak odešel také Jan Adam z Víckova. Ten byl pak v září 1622 s dalšími povstalci (v nepřítomnosti) odsouzen k trestu smrti a ztrátě majetku. Region se však císařské moci nezdařilo dostat zcela pod svou kontrolu. Region mj. čelil nájezdu polských kozáků na podzim roku 1623, důvodem byla mj. evangelická povaha kraje.

### Druhá vlna povstání (1626–1627)
Nový impuls k boji zavdala Valachům dánská armáda, která v letech 1626–1627 prošla východní Moravou, spolu s ní se jakožto její důstojník vrátil Jan Adam z Víckova. Dánové překročili hranice českého království v polovině srpna 1626, již ve druhé polovině září byl Jan Adam z Víckova přítomen na Vsetíně, kde začal organizovat ozbrojené sbory. Vojsko čítající několik tisíc bojovníků pak během podzimu dosáhlo zhruba stejných územních úspěchů, jako povstání předchozí, kdy kontrovalo téměř celé území od slezských hranic až k Holešovu, který se stal významným povstaleckým obranným bodem a opakovaně odolal útokům císařské armády.
Zvrat v situaci způsobila až výprava polního maršála Albrechta z Valdštejna, které se postupně dařilo invazní armády z území Čech a Moravy vytlačovat. V létě 1627 byli Dánové vyhnáni z Krnovska a Opavska, v srpnu 1627 pak pod útokem oddílů Baltazara Marradase padl Holešov, mj. oslabený odchodem vojáků generála Petra Mansfelda. Jan Adam se stáhl na hrad Lukov, který držel až do první poloviny října 1627. Následně byl v rámci dalších bojů zabit, detaily ohledně jeho smrti ovšem chybí. Tím byla završena také druhá fáze odporu Valachů.

### Třetí vlna povstání (1638–1644)
Opětovně se zbraní v ruce se postavili na proticísařskou stranu Moravou táhnoucí švédské armády. Stovky a tisíce zdejších mužů se přidávaly k jejich armádě, další pak vykonávali špionážní práci či dodávali švédským oddílům potraviny, hlavně máslo, sýry, drůbež, zvěřinu a sůl a jiný potřebný materiál. 29. března 1638 dosáhli povstalci podpoření Švédy vítězství v bitvě u Rokytnice, obce nedaleko Vsetína, kdy se jim bez boje podařilo odzbrojit a zajmout trestnou výpravu císařské armády o síle asi 1500 mužů. Další podpora švédské armádě, přišla po švédském obsazení Olomouce roku 1642, od roku 1643 byli Švédové Valachy podporováni prostřednictvím svých hejtmanů a evangelických kněží. Valaši se spolu s invazní armádou zapojili také do obsazení měst Prostějov, Plumlov, Kroměříž, Holešov, hradu Lukov či prvního švédského pokusu o obležení Brna v létě 1643.

## Zánik povstání

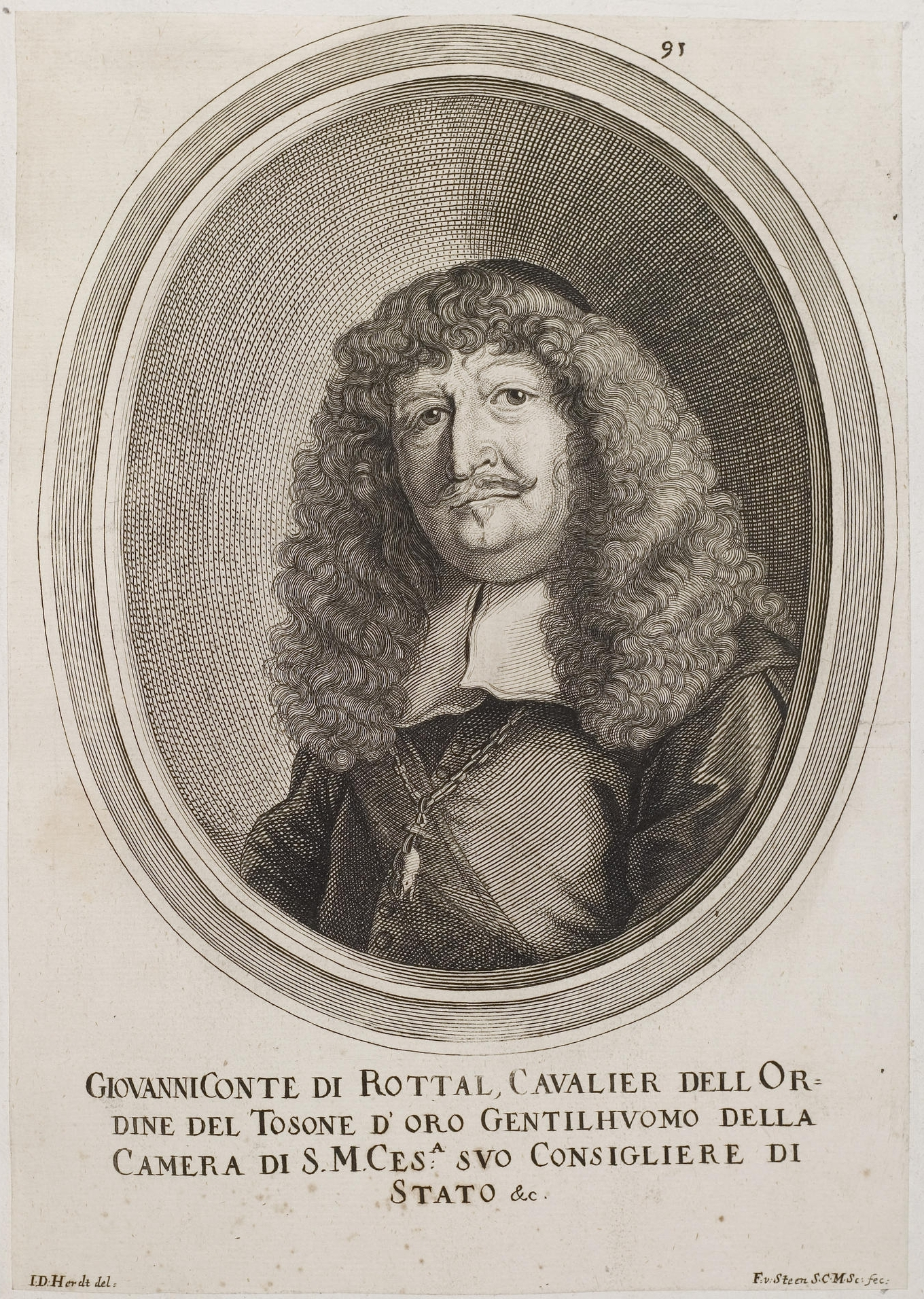
Jan z Rottalu

Po apelacích uherského majitele valašského panství hraběte Mikuláše Pázmányho z Panazsu byla roku 1643 proti vzpurnému regionu vypravena trestná výprava pod velením generála Jana Kryštofa Puchheima a hraběte Jana z Rottalu, někdejšího moravského zemského hejtmana a generálního vojenského komisaře císařské armády. Rottal, známý jako nepřítel valašských protestantů, díky matce znal dobře prostředí Valašska, byl proto pověřen potlačením rebelií a získal přitom značné pravomoci od císaře Ferdinanda III. pro celou oblast východní Moravy. Výprava měla za cíl si počínat velmi nevybíravě, aby byla valašská povstalecká činnost navždy utlumena, dle slibu hraběti Pázmánymu měl být ušetřen Vsetín se zdejším zámkem, neboť se údajně místní neměli do povstání zapojovat. Zimní termín byl zvolen záměrně, aby sníh komplikoval přesuny a zásobování Valachů.

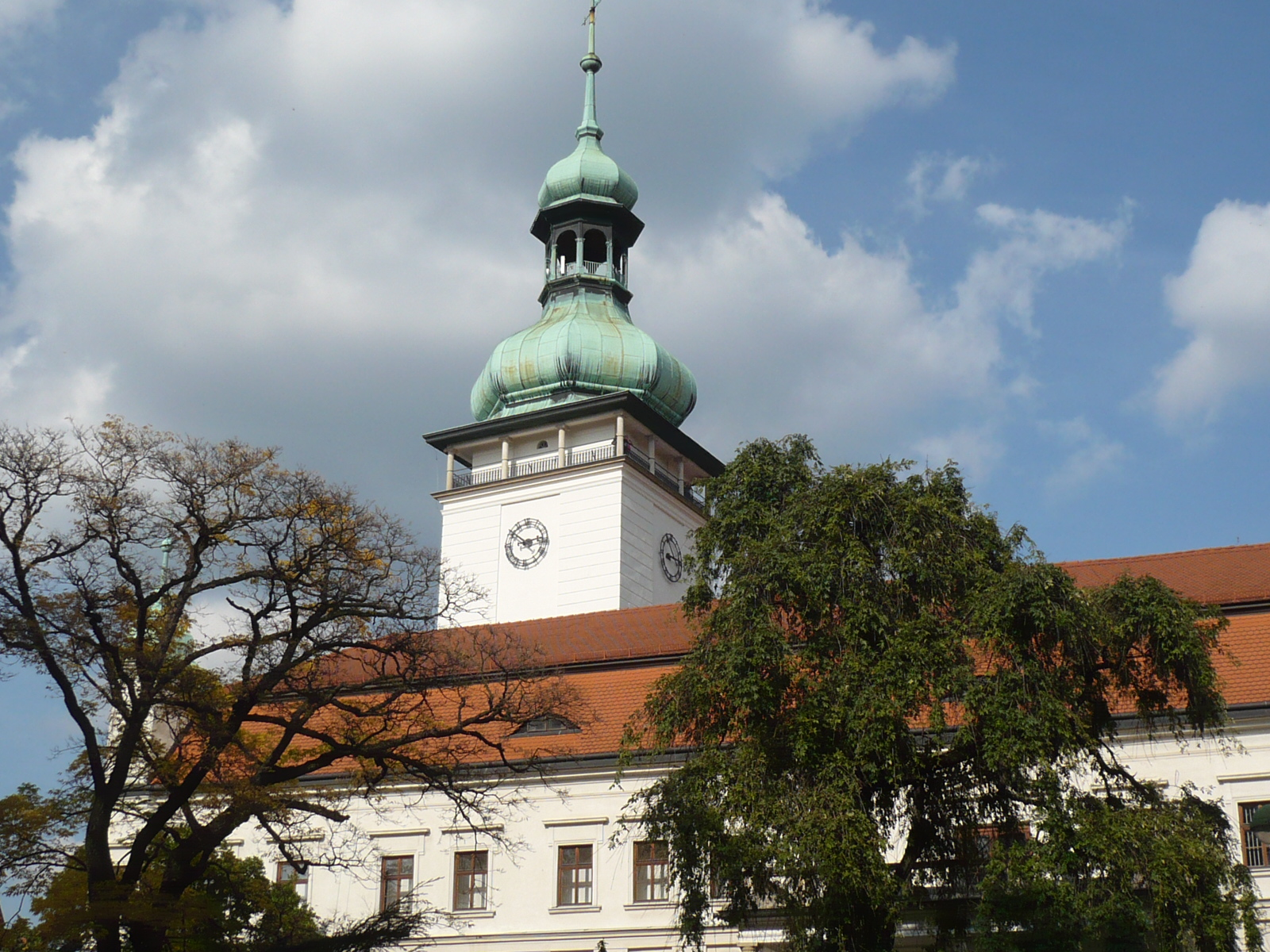
Vsetínský zámek

Tažení bylo vypraveno na sklonku roku 1643, přičemž se po jednání Puchheima a Rottala v Kroměříži 14. ledna 1644 rozdělilo do tří vojů majících proniknout na Valašsko ze třech různých směrů s cílem dosáhnout společně 27. ledna Vsetína, centra povstalců. Vojsko vedené plukovníkem Wallischem postupovalo ke Vsetínu ze severu proti proudu řeky Bečvy od Hranic a Meziříčí, jednotky generála Puchheima se blížily ze západu přes Prostějov, Holešov a Vizovice, třetí voj pod vedením hraběte Rottala pak z jihu přes Uherský Brod, Brumov a Valašské Klobouky. S vojskem rovněž pochodovalo několik katů kvůli plánovaným exekucím.
K rozhodujícímu střetu pak došlo dne 19. ledna 1644 v tzv. bitvě u Vsetína, ve které jednotky plukovníka Wellische o síle asi 2500 mužů, které ke Vsetínu doputovaly od severu jako první, drtivě porazily poslední organizované jednotky Valachů o síle asi 700 mužů pod velením hejtmana Jana Kováře, včetně asi 40 švédských vojáků z posádky v Olomouci a přibližně stejný počet mužů vyslaných z protestantského panství Lednica v Horních Uhrách. V bitvě zahynula většina bojeschopných mužů z povstaleckých řad, ztráty na straně císařského vojska nejsou známy, patrně ale nebyly nijak vysoké. Následně Wallischovy jednotky vstoupily do Vsetína, kam příštího dne dorazili se svými voji také Rottal a Puchheim, který o výsledku bitvy písemně informoval císaře Ferdinanda III..

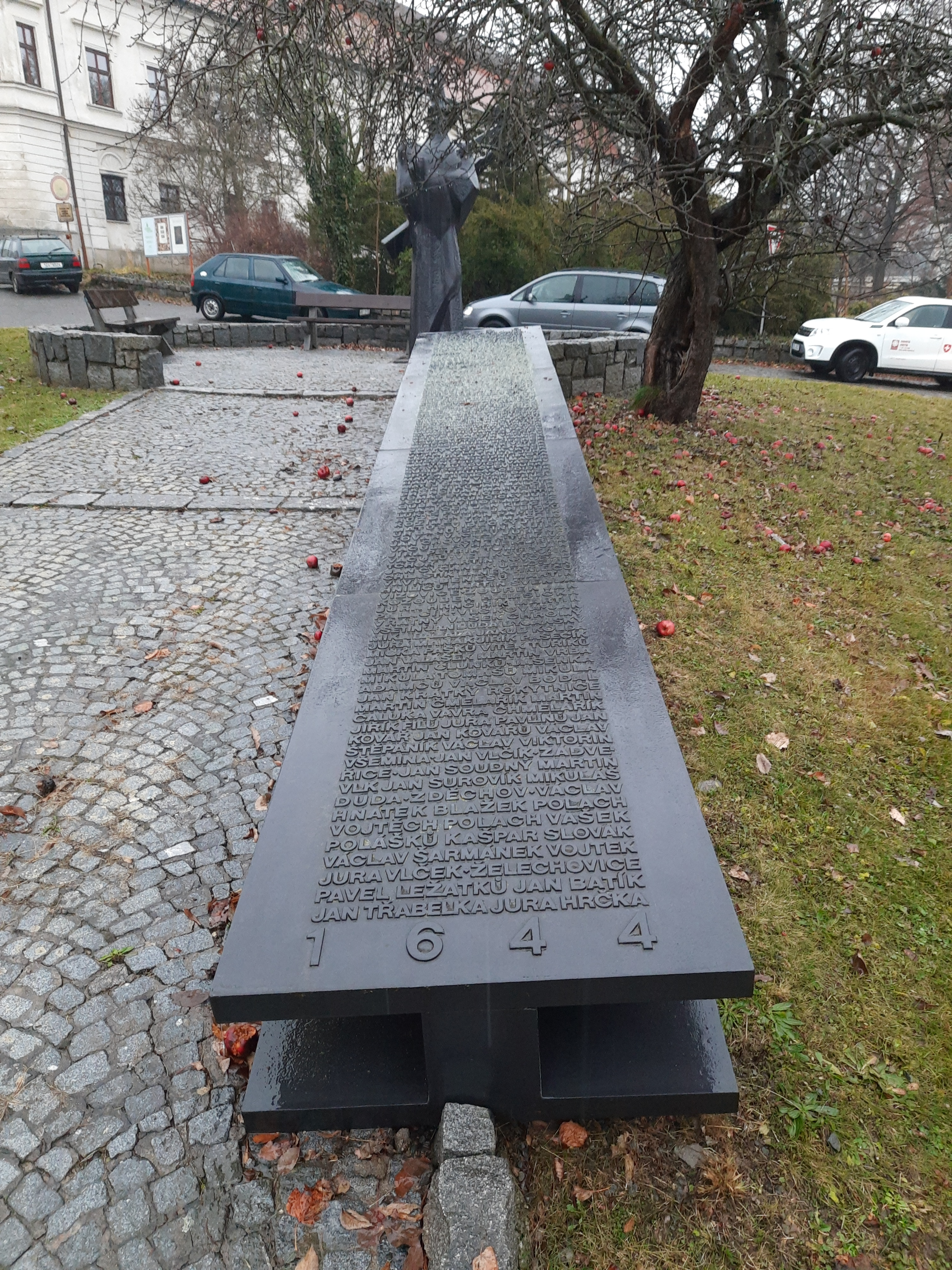
Jména popravených valašských vzbouřenců na vsetínském památníku

## Důsledky
Téměř ihned po obsazení Vsetína a dalších valašských oblastí se rozběhl rozsáhlý perzekuční proces zajímání a poprav účastníků a podporovatelů zdejších rebelií. Zatýkání probíhalo v celém kraji, došlo také na vypalování zdejších vesnic, zejména v okolí Vsetína, částečně také samo město. 15. února 1644 pak na Vsetíně započala série poprav povstalců, při které během několika dní přišlo o život nejméně 200 lidí formou stínání, oběšení, v některých případech pak čtvrcení zaživa. Tato událost patří mezi jednu z vůbec nejmasovějších poprav v české národní historii. Někteří zajatci byli pak oběšeni ještě cestou do Brna, kam se císařská armáda vracela. Zde pak Jan z Rottalu předsedal soudnímu tribunálu, který rozhodoval o vůdcích povstání. Někteří z nich přijali katolickou víru a byli posléze osvobozeni, na 20 z nich bylo však v Brně popraveno.
Celé Valašsko pak prošlo násilnou rekatolizací, část obyvatel z povstaleckých oblastí byla také násilně přesídlena na jiná panství, např. Napajedla vlastněná Rottalem. Část valašských evangelíků uprchla do nábožensky svobodnějších Uher. Souvislý ozbrojený odpor Valachů byl po bitvě u Vsetína zlomen, řada místních se pak rozhodla pro partyzánský boj formou následně rozšířeného zbojnictví, pro které hornaté Valašsko poskytuje ideální podmínky.
Rebelie evangelíků zde pokračovaly i později, mj. v rámci Valašského povstání v letech, opět se týkající náboženských a občanských svobod. Definitivní uklidnění přinesl až toleranční patent z roku 1781.

## Památky povstání
Roku 1966 byl na Vsetíně nedaleko kostela Nanebevzetí Panny Marie odhalen kovový pomník Obětem valašského povstání 1621–1644 od sochaře Zdeňka Němečka se jmény několika desítek zemřelých v důsledku účasti na povstání, mj. účastníků bitvy.